# NGC 5064
NGC 5064 ist eine Spiralgalaxie im Sternbild Zentaur am Südsternhimmel, die etwa 126 Millionen Lichtjahre von der Milchstraße entfernt ist.
Sie wurde am 3. März 1837 vom britischen Astronomen John Herschel mit einem 18-Zoll-Spiegelteleskop entdeckt, der dabei „pretty bright, small, round, pretty suddenly little brighter in the middle; 25 arcseconds“ notierte.